# Spirostreptus hamifer
Spirostreptus hamifer är en mångfotingart som beskrevs av Jean-Henri Humbert 1865. Spirostreptus hamifer ingår i släktet Spirostreptus och familjen Spirostreptidae. Inga underarter finns listade i Catalogue of Life.